# فروشگاه بسته
مغازه بسته قبل از ورود (یا به سادگی مغازه بسته) شکلی از توافقنامه امنیتی اتحادیه است که بر اساس آن کارفرما موافقت می‌کند که فقط اعضای اتحادیه را استخدام کند و کارمندان باید همیشه عضو اتحادیه باقی بمانند تا در کار باقی بمانند. این با یک فروشگاه بسته پس از ورود متفاوت است، که توافقی است که همه کارکنان را ملزم می‌کند در صورتی که قبلاً عضو نشده‌اند به اتحادیه بپیوندند. در یک فروشگاه اتحادیه، اتحادیه باید هر فردی را که کارفرما استخدام می‌کند، به عنوان عضویت بپذیرد. در مقایسه، یک فروشگاه باز نیازی به عضویت در اتحادیه کارکنان بالقوه و فعلی ندارد.
میثاق‌های سازمان بین‌المللی کار به قانونی بودن مفاد مغازه‌های بسته نمی‌پردازد و این موضوع را به هر ملتی واگذار می‌کند. وضعیت حقوقی قراردادهای فروشگاه بسته از کشوری به کشور دیگر به‌طور گسترده‌ای متفاوت است، از ممنوعیت توافق، مقررات گسترده توافق و عدم ذکر آن.

## وضعیت حقوقی

### شورای اروپا
دادگاه حقوق بشر اروپا اعلام کرد که ماده ۱۱ کنوانسیون اروپایی حقوق بشر «حق منفی انجمن یا به عبارت دیگر حق عدم اجبار به عضویت در یک انجمن» را در پرونده سورنسن و راسموسن در مقابل.

### انگلستان
دان و جنارد ۱۱۱ مورد اخراج در بریتانیا را در مورد معرفی یک فروشگاه بسته یافتند که شامل ۳۲۵ نفر بود: و آنها اظهار داشتند، در حالی که طرفداران فروشگاه بسته ممکن است استدلال کنند که حداقل برآورد شده ۳۲۵ اخراج، عدد نسبتاً کمی است. در مقایسه با کل جمعیت تحت پوشش مغازه‌های بسته، منتقدان این رقم را قابل توجه می‌دانند و استدلال می‌کنند که یک اخراج، یکی بیش از حد است. اتر این است که با محروم کردن افراد از عضویت در اتحادیه، افراد را از مشاغل محروم کنیم."
همه اشکال مغازه‌های بسته در بریتانیا پس از معرفی قانون استخدام ۱۹۹۰ غیرقانونی هستند. آنها بر اساس بخش ۱۳۷ قانون اتحادیه کارگری و روابط کار (تجمیع) ۱۹۹۲ (حدود ۵۲) محدودتر شدند.
حزب کارگر که در آن زمان در اپوزیسیون بود، تا دسامبر ۱۹۸۹ از مغازه‌های بسته حمایت کرد، زمانی که این سیاست را مطابق با قوانین اروپایی کنار گذاشت. انصاف یکی از آخرین اتحادیه‌های کارگری در بریتانیا بود که تا سال ۱۹۹۰ یک مغازه بسته قبل از ورود ارائه کرد.
پرونده معروف قانون شکنجه انگلیسی روکس وی بارنارد مربوط به یک قرارداد مغازه بست.

## ایالات متحده
قانون تافت-هارتلی در سال ۱۹۴۷ مغازه بسته شده را در ایالات متحده غیرقانونی اعلام کرد. ایالت‌هایی که قوانین حق کار دارند فراتر می‌روند و به کارفرمایان اجازه نمی‌دهند که کارمندان را ملزم به پرداخت نوعی از حقوق اتحادیه، به نام حق کارگزاری کنند.
کارفرما ممکن است به‌طور قانونی با اتحادیه موافقت نکند که فقط اعضای اتحادیه را استخدام کند، اما ممکن است موافقت کند که کارکنان را ملزم به عضویت در اتحادیه یا پرداخت معادل حقوق اتحادیه در مدت معینی پس از شروع به کار کند. به همین ترتیب، اتحادیه می‌تواند از کارفرمایی که قبل از سال ۱۹۴۹ با یک قرارداد بسته مغازه موافقت کرده بود، بخواهد کارمندی را که به هر دلیلی از اتحادیه اخراج شده است اخراج کند، اما نمی‌تواند از کارفرما بخواهد که کارمندی را بر اساس قرارداد فروشگاه اتحادیه اخراج کند. به هر دلیلی غیر از عدم پرداخت حق‌الزحمه ای که مورد نیاز همه کارکنان است.
دولت ایالات متحده بدون در نظر گرفتن قوانین ایالتی، فروشگاه‌های اتحادیه را در هیچ آژانس فدرال مجاز نمی‌داند.

## بیشتر خواندن
- جانسن، جی ای. مغازه بسته ۱۹۴۲.